# Helmer Haag
Helmer Haag, född 15 mars 1893 i Geijersholm i Gustav Adolfs församling i Värmlands län, död 2 juli 1949 i Bromma kyrkobokföringsdistrikt i Stockholm, var en svensk ingenjör.
Helmer Haag var son till skolläraren Jan Leonard Haag och Karolina Vilhelmina Norling. Efter att ha genomgått Tekniska Elementarskolan i Örebro hade han från 1912 anställning på arkitektkontor. Han kom sedan till Statens Järnvägar, där han var ritare vid huvudverkstaden i Örebro, verkade vid baningenjörsexpeditionerna i Örebro och Uppsala samt Järnvägsstyrelsens bantekniska byrå 1913–1917. Han blev underingenjör vid baningenjörsexpeditionen i Storvik 1918, var sedan ingenjör vid Järnvägsstyrens bantekniska byrå 1919–1933, kom till drifttjänstbyrån 1934 och återvände till bantekniska byrån 1935. Han var också medarbetare i Bonniers konversationslexikon i bantekniska och järnvägshistoriska ämnen.
Helmer Haag var från 1919 till sin död gift med Ragnhild Elisabet Andersson (1893–1979) och fick dottern Gunhild Fägerskiöld (1920–2016). Makarna Haag är begravda på Bromma kyrkogård.